# Daniel Dahan
Pour les articles homonymes, voir Dahan.
Né le 26 mai 1969 à Annecy en Haute-Savoie, Daniel Dahan est grand-rabbin de Lyon et de la Région Rhône-Alpes. Rabbin et universitaire, il est marié et père de six enfants. Il est reconnu comme un expert en droit matrimonial et notamment sur le sujet des Agounot.

## Éléments biographiques
Daniel Dahan est né le 26 mai 1969, à Annecy dans une famille juive (d'origine) marocaine. Il est marié et père de six enfants.

### Études
Il étudie au lycée-yechiva d'Aix-les-Bains où il termine ses études secondaires.
À l'issue du baccalauréat, il intègre le Séminaire israélite de France à Paris (sous la direction du grand-rabbin Emmanuel Chouchena), dont il est diplômé en juillet 1992.
Daniel Dahan participe au séminaire de Gérard Nahon à l'École pratique des hautes études (EPHE), section des sciences religieuses (Ve section), et est diplômé en 1994, avec la présentation d'un mémoire consacré au Mariage à clause résolutoire dans le droit rabbinique.
Il rejoint ensuite la yechiva de Mir à Jérusalem et reçoit la Semikha des grands-rabbins d'Israël Ovadia Yossef et Mordekhaï Eliyahou ainsi que de l'ancien grand-rabbin du Maroc et grand-rabbin de Jérusalem Chalom Messas.
En 1998, il reçoit la Semikha du grand-rabbin Zalman Nechemia Goldberg (en), Président du Tribunal rabbinique de Jérusalem et membre de la Cour suprême rabbinique (Beth-Din HaGadol).
De 2008 à 2013, il reprend des études de droit à la Faculté des sciences juridiques et politiques d’Aix-en-Provence.
Il obtient, en février 2013, un doctorat en droit privé ayant pour objet Le Mariage à clause  résolutoire dans le droit rabbinique : contribution contemporaine à l’analyse de la crise de la conjugalité sous la direction de Raphaël Draï,,.
Le 1er juillet 2020, il soutient avec succès un mémoire postdoctoral (SHP) à l'École pratique des hautes études (PSL) : "Le cours (v. 1890-1910) du grand-rabbin Joseph Lehmann sur le divorce dans le contexte des lois Naquet (1884-1886) : introduction historique, édition et commentaire, perspectives juridiques". Le jury est composé de Judith Kogel, Directeur de recherche au CNRS, Laurent Mayali, Professeur de droit à l'université de Berkley et de Jean-Pierre Rothschild, Directeur de recherche au CNRS et directeur d'études à l'EPHE (directeur du jury).

## Carrière rabbinique

### Nancy
En 1994, il est nommé adjoint au grand-rabbin de Nancy et Lorraine puis est intronisé comme Rabbin en titre. Il occupe ce poste pendant près de 20 ans, période au cours de laquelle il est nommé grand-rabbin.
Durant cette période, il est nommé chargé de mission par le grand-rabbin de France pour les Agounot (femmes entravées) et les Guitin (divorces religieux),.

### Aix-en-Provence
De 2014 à 2020, il est grand-rabbin d'Aix-en-Provence.     

### Strasbourg
En 2017, il se porte candidat à la succession du grand-rabbin René Gutman au poste de grand-rabbin de Strasbourg et du Bas-Rhin.

### Lyon - Rhône-Alpes
Le 17 mai 2020, l'Association des rabbins français annonce l'élection de Daniel Dahan au poste de grand-rabbin de la région Rhône-Alpes,. À cause de la crise sanitaire, la cérémonie d'intronisation à la grande synagogue de Lyon pour succéder à Richard Wertenschlag se déroule le 10 octobre 2021, alors qu’initialement prévu à la date du 1er juin 2020.

## Distinctions
Le 29 avril 2018 il est admis dans l'ordre national de la Légion d'honneur (comme chevalier) par le grand-rabbin de France Haïm Korsia, dans le cadre de la promotion du 30 décembre 2017.

## Interventions publiques
- Bioéthique:
  - Nommé membre de la Commission d’éthique biomédicale du consistoire israélite de Paris. Septembre 2004. À ce titre, il est entendu au Sénat dans le cadre de la "Contribution à la réflexion sur la maternité pour autrui" (Rapport d'information n° 421 (2007-2008) de Mme Michèle André, MM. Alain Milon et Henri de Richemont, fait au nom de la commission des lois et de la commission des affaires sociales, déposé le 25 juin 2008)[13].

- Diverses communications:
  - Faculté de droit de l'université de Berkeley sur le thème "Jews and Judaism in France Today"[14]. Avril 2015.
  - "Un responsum inédit sur la question de la clause résolutoire dans la Ketouba", symposium organisé à l’occasion du bicentenaire du décès du grand-rabbin David Sintzheim à l’hôtel de ville de Paris[15]. 18 novembre 2012.
  - "L'incertitude dans le droit rabbinique", séminaire du CNRS à la Casa de Velazquez (Académie de France à Madrid) sur le thème : "Gérer l'incertitude sur les marchés médiévaux"[16]. 24 mars 2014.

## Publications
- Agounot : "Les femmes entravées". Problèmes et solutions du droit matrimonial hébraïque, préface du Pr Raphaël Draï, Presses universitaires d’Aix-Marseille (PUAM), mars 2014. (2e édition revue et augmentée, postface du Pr Laurent Mayali (Berkeley - EPHE), Presses universitaires de Provence (PUP), octobre 2016).

## Cours en ligne
- Une série de cours portant sur les sujets de prédilection du grand-rabbin Dahan (éthique médicale, mariage, divorce, agounot) figurent sur le site Akadem.
- Il publie également des interventions via une chaîne YouTube depuis 2018.